# Révolution documentaire
 (mars 2025).

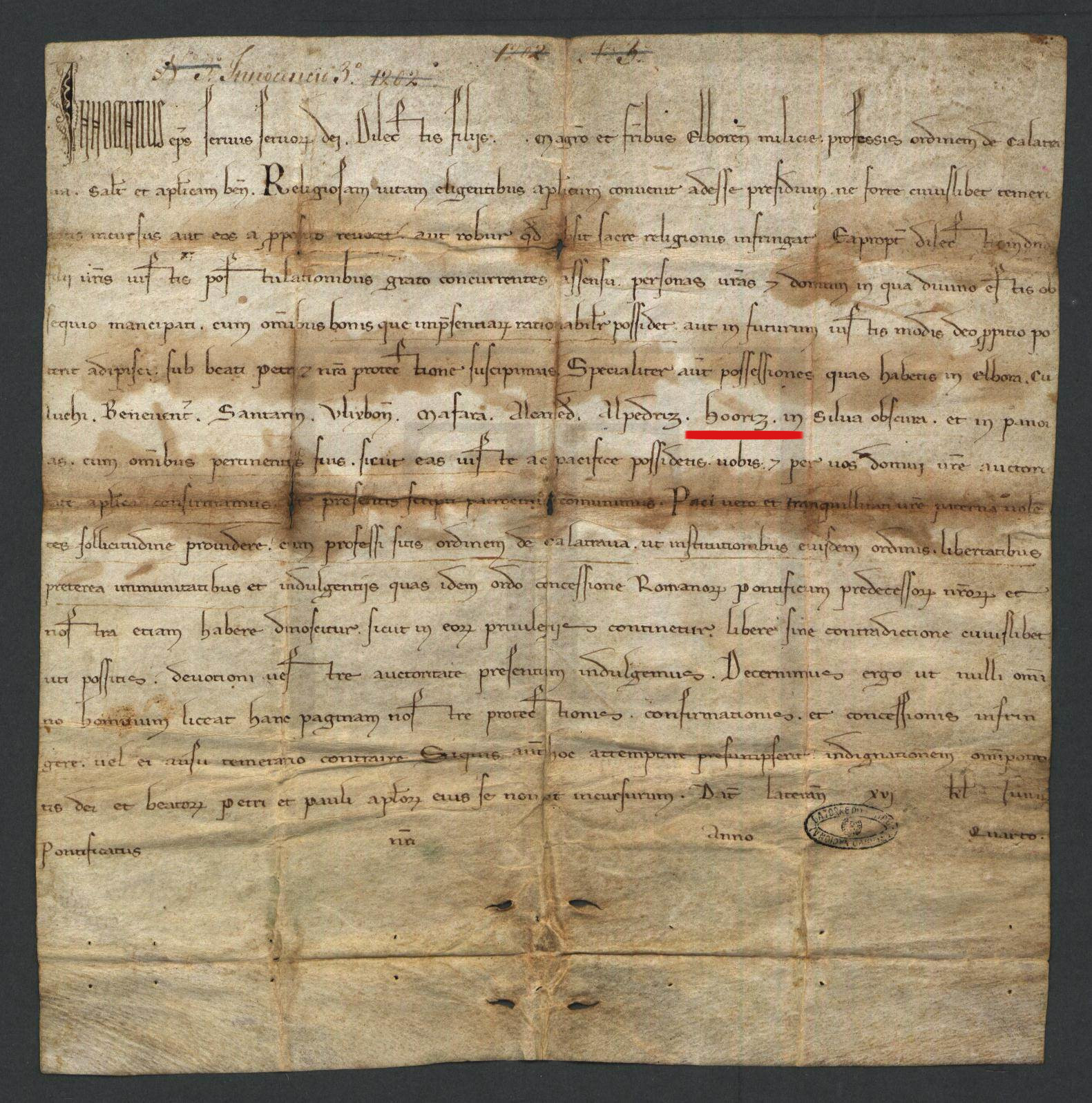
Bulle pontificale Religiosam vitam d'Innocent III fulminée en 1216

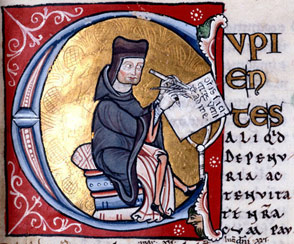
Moine copiste, enluminure du XIIIe siècle

La "Révolution documentaire", également appelée "Révolution scripturaire" ou "Révolution de l'écrit", est un concept historiographique forgé par Jean-Claude Maire Vigueur en 1995 à propos de la synthèse de Paolo Cammarosano consacrée aux sources écrites de l'Italie médiévale.
Jean-Claude Maire Vigueur définit la "Révolution documentaire" comme étant une explosion quantitative de la production scripturaire, la multiplication des typologies documentaires et la prolifération des institutions et des agents capables de produire et de conserver des écrits de toutes natures, qui a lieu dans l'Occident médiéval et particulièrement en Italie. On considère que cette "Révolution documentaire" a lieu à partir de la fin du XIe et le début du XIIe siècle mais connaît son acmé au XIIIe siècle.
Paolo Cammarosano ne recourt pas au terme « révolution », mais note qu'entre la fin du XIe et le début du XIIIe siècle, la documentation écrite de toute l'Italie a connu une mutation profonde marquée par une explosion documentaire. Pour J.-C. Maire Vigueur, ces bouleversements furent suffisamment profonds et radicaux pour parler d'une révolution.
Pour les historiens du Moyen-âge, la production écrite propre à cette "Révolution documentaire" est extrêmement prolifique puisqu'elle voit la multiplication des sources scripturales, et constitue la matière première de sciences auxiliaires de l'Histoire comme la codicologie, la paléographie ou la diplomatique.

## Caractéristiques
Les historiens relèvent plusieurs caractéristique de la "Révolution documentaire" :

### Une augmentation numérique de la production écrite
Les historiens remarquent une explosion du nombre de sources écrites conservées : par exemple, en Angleterre, le nombre de chartes conservées du XIIe et XIIIe siècles s'élève à plusieurs dizaines de milliers tandis qu'on ne possède que 2000 chartes et writs pour la période précédent 1066.

### Une diversification des typologies documentaires et des acteurs de l'écrit
Le type de sources produites connaît aussi une grande diversification liée à l'élargissement du lectorat. L'un des principaux aspects de cette diversification est l'accroissement du nombre d'écrits laïques à partir du XIIIe siècle, et notamment des "écritures pragmatiques" aussi appelées "écritures ordinaires" qui sont marquées par l'accroissement de l'usage des langues vernaculaires en dépit du latin. L'historiographie désigne sous le nom d' "écritures grises" ou de "littérature grise" les productions écrites sous forme d'ébauches, ou qui n'étaient pas destinées à être publiées.
Ces typologies documentaires sont essentiellement administratives, juridiques et économiques, ce qui dénote avec la traduction monastique de la pratique de l'écrit qui avait lieu depuis le début du Moyen-âge.
Les acteurs principaux de productions écrites pendant la "Révolution documentaire" siècle sont : 
- L'Église : depuis la Haut Moyen-âge, l'Eglise détient le monopole de la production écrite à travers les scriptoria présents dans les monastères. Mais avec la réforme grégorienne, la papauté déploie un maillage administratif plus solide, entraînant une production croissante de lettres, décrets, chartes etc. Egalement, elle rédige de nombreux écrit de Droit canonique dont un exemple fameux est le drecretum gratiani rédigé au XIIe siècle. La chancellerie pontificale produit de nombreuses lettres, des bulles, des chartes, recueillis dans des cartulaires, etc.
- Les écoles puis les universités : la création des universités à partir du XIe siècle entraîne une effervescence intellectuelle et scolastique. Par universitas, l'on désigne le studium generale, c'est-à-dire un lieu d'études ou un regroupement communautaire d'écoles qui bénéficie d'une reconnaissance publique ainsi que des privilèges reconnus par des statuts. Par exemple les privilèges du studium de Bologne créé en 1088, sont reconnus en 1158 par Frédéric Ier Barberousse avec l'Authentica habita. La production intellectuelle de ces lieux de savoir entraine de fait une production écrite à travers les copies d'auteurs antiques qui sont glosés, mais aussi des traités en médecine, en philosophie, en Droit et dans les Arts libéraux. Quelques exemples d'auteurs influents issus des universités : Arnaud de Villeneuve à Montpellier (médecine), Bernard de Chartres à Chartres (philosophie), Accurse à Florence (Droit) etc.
- Les princes : le genre littéraire du  "miroir des princes" à destination des souverains est en vogue au Moyen-âge (exemple : Le régime des princes de Gilles de Rome écrit vers 1278). Les princes sont aussi des collectionneurs et des commanditaires de livres.
- Les administrations municipales (communes) : notamment dans les communes italiennes qui se servent de l'écrit pour gouverner. Par exemple, la Libra de Pérouse, un registre fiscal écrit en 1285 après la cadastration de 1260, afin de répertorier toutes les richesses immobilières des habitants de la cité[7].
- Les marchands : ce que l'historien Paul Bertrand appelle les "écriture ordinaires" avec des manuels d'apprentissage, des tenues de compte[4]
- Les notaires : l'essor du Droit romain et canon, entraîne une apparition de nombreux notaires comme par exemple le juriste Philippe de Beaumanoir (XIIIe siècle).
- Les chroniqueurs : des chroniqueurs religieux ou laïcs se multiplient également, tels que par exemple Caffaro, Salimbene de Adam, Brunetto Latini, Dante, etc.

### Un souci croissant de la conservation documentaire
Un des aspects majeurs de la "Révolution documentaire" permettant de la quantifier est l'intérêt croissant de conserver et d'archiver la production écrite. Cela passe par le développement des bibliothèques, notamment chez les élites princières (comme Charles V qui possède l'une des bibliothèques les plus importantes d'Occident) qui se constituent des collections personnelles de livres de piété comme les livres d'heures, ou des traités savants, et des traduction d'auteurs antiques.
Egalement, les communes italiennes développent des lieux d'archives au sein des palais communaux.
Les bibliothèques les plus importantes demeurent toutefois celles des monastères, comme Cluny qui possède 570 volumes à l'époque de l'abbatiat d'Hugues de Sémur (1049-1109). L'abbaye de Clairvaux possède également 350 volumes à la fin du XIIe siècle, et 1000 au début du XIVe siècle,.